# Kulik (dopływ Kamiennej)
Kulik – potok górski, prawy dopływ Kamiennej.
Potok płynie w Karkonoszach. Jego źródła znajdują się na zachodnich zboczach Przedziału, poniżej Owczych Skał. Płynie początkowo na północny zachód, później na północ. Uchodzi do Kamiennej pomiędzy Jakuszycami a Szklarską Porębą Górną. Płynie po granicie i jego zwietrzelinie. Cały obszar zlewni Kulika porośnięty jest górnoreglowymi lasami świerkowymi.
W środkowym biegu przecina go zielony szlak turystyczny z Jakuszyc na Halę Szrenicką. W dolnym biegu przechodzi nad nim droga z Jeleniej Góry do Harrachova.